# カンスタンツィン・シウツォウ
カンスタンツィン・シウツォウ（ベラルーシ語: Канстанцін Сіўцоў, ラテン文字転写: Kanstantsin Siutsou, 1982年8月9日 - ）は、ベラルーシ、ホメリ出身の元自転車競技（ロードレース）選手。カンスタンツィン・シフトソフ（Kanstantsin Sivtsov）と表記する自転車競技雑誌、Webもある。

## 経歴
2004年
- U-23世界選手権・ロードレースを制覇。

2005年、ファッサ・ボルトロに移籍したが、同年に解散。
2006年、アクア＆サポーネに移籍。
- 国内選手権ロードレースを制した。

2007年、バルロワールドに移籍。
- ツール・ド・フランス初出場（総合32位）。

2008年、チーム・ハイロード（後のチーム・HTC - ハイロード）に移籍。
- ツール・ド・ジョージア総合優勝。
- ツール・ド・フランス総合17位

2009年
- ジロ・デ・イタリア第8ステージを勝利。総合16位に入った。

2011年
- ジロ・デ・イタリア 総合10位
- クリテリウム・デュ・ドフィネ 総合8位
- 国内選手権・ITT 優勝

2012年、チーム・スカイに移籍。
2016年、チーム・ディメンションデータに移籍。
2017年、バーレーン・メリダに移籍。
2018年
- ツアー・オブ・クロアチア（英語版）　総合優勝（第3ステージ優勝）
- 9月5日にUCIは、「同年の7月31日に行われた競技外ドーピング検査においてエリスロポエチン（EPO）が陽性となった」と発表した。シウツォウは7月31日に出走したクラシカ・サンセバスチャンをDNFで終えて以降、レースに出場していなかった。この暫定出場停止処分中に提出されたBサンプルでもEPOが陽性となった為、ドーピングが確定した。
- 同年末に引退。

2020年
- 6月23日にUCIは、シウツォウに対してEPOを使用したドーピングに対して最初に陽性となった検査が行われた2018年7月31日を起点とする4年間の出場停止処分を科した。尚、記録が抹消されたのは先述のクラシカ・サンセバスチャンのDNFのみである。